# Saksenaea
Saksenaea är ett släkte av svampar. Saksenaea ingår i familjen Radiomycetaceae, ordningen Mucorales, divisionen oksvampar och riket svampar.
|           | Radiomyces                             |
|           |                                        |
|           | Apophysomyces                          |
|           |                                        |
| Saksenaea | \| \| Saksenaea vasiformis \| \| \| \| |
|           | \| \| Saksenaea vasiformis \| \| \| \| |
|           | Saksenaea vasiformis                   |
|           |                                        |

|  | Saksenaea vasiformis |
|  |                      |